# علی‌آباد (بردسکن)
علی‌آباد نام روستایی از توابع بخش مرکزی شهرستان بردسکن در استان خراسان رضوی است. این روستا در دهستان کنارشهر قرار دارد و براساس سرشماری سال ۱۳۸۵ جمعیت آن ۱۴۰ نفر (۴۵ خانوار) بوده است.